# Amorphoscelis reticulata
Amorphoscelis reticulata es una especie de mantis de la familia Amorphoscelidae.

## Distribución geográfica
Se encuentra en Sarawak (Malasia).